# 流れ盤
流れ盤（ながればん）とは、岩盤（堆積岩層、火成岩層、変成岩層、互層状態など）の露頭において地層の傾斜が地形の傾斜に対して同一方向（流れ目）に傾斜していることをいう。地すべりの機構を解析する調査、土木工事では特に切土、また法面成形工事を行う際には注意すべき地質条件である。反対に、地層の傾斜が地形の傾斜に対して交差（差し目）しているのを受け盤という。
- 地層の傾斜は、露頭面の見かけの傾斜と実際の傾斜が異なることが多いので、クリノメーター等でしっかり走行面、傾斜面、割れ目の状態などを測定し、地質構造を把握する必要がある。
- 流れ盤の地質構造が地すべり活動を誘発させることもあるので、道路工事などで流れ板の斜面下部を直交する方向に掘削などを行う土木工事では、崩壊に備えた注意が必要である。
- 受け盤は比較的安定している場合が多いが、しばしばトップリングに伴う斜面崩壊、山体崩壊が発生する。